# ساختار کنش اجتماعی (کتاب)
ساختار کنش اجتماعی (به انگلیسی: The Structure of Social Action) کتابی است که توسط جامعه‌شناس آمریکایی تالکوت پارسونز (۱۳ دسامبر ۱۹۰۲–۸ مه ۱۹۷۹) در سال ۱۹۳۷ نوشته و منتشر شده‌است.
او در سال‌های ۱۹۲۷–۱۹۷۳ استاد رشته جامعه‌شناسی در دانشگاه هاروارد ایالات متحده آمریکا بود.
در سال ۱۹۹۸، انجمن بین‌المللی جامعه‌شناسی این اثر پارسونز را به‌عنوان نهمین کتاب مهم جامعه‌شناختی سده بیستم فهرست کرد. در این معرفی، کتاب ساختار کنش اجتماعی پارسونز پس از کتاب نظریه کنش ارتباطی اثر یورگن هابرماس (زاده ۱۸ ژوئن ۱۹۲۹) جامعه‌شناس آلمانی ولی پیش از کتاب نمود خود در زندگی روزمره اثر اروینگ گافمن (۱۱ ژوئن ۱۹۲۲–۱۹ نوامبر ۱۹۸۲) جامعه‌شناس کانادایی - آمریکایی قرار گرفت. این در حالی بود که در جهان علم در حال پیشرفت فزاینده، «ساختار کنش اجتماعی» در سال ۱۹۳۷ ولی «نظریه کنش ارتباطی» در ۱۹۸۱ و «نمود خود در زندگی روزمره» در ۱۹۵۶ نوشته شده بود.
در ادامه جدول آرا و نام ۱۰ کتاب برتر ذکر می شود.

## همچنین ببینید
- تالکوت پارسونز
- ساختارگرایی کارکردی
- نظریه کنش (جامعه‌شناسی)